# 誘われてフラメンコ
「誘われてフラメンコ」（さそわれてフラメンコ）は、1975年7月21日に発売された郷ひろみ13作目のシングル。

## 収録曲
全曲　作詞：橋本淳／作曲・編曲：筒美京平
1. 誘われてフラメンコ（2分47秒）
2. 夏の一日

## カバー
誘われてフラメンコ
- トッポ・ジージョ（声：山崎唯）（1976年） - カバーアルバム『トッポ ジージョ』に収録。
- 平野雅昭 - シングル「演歌スチャラカチャン」に収録。